# Fabián Guevara
Fabián Rodrigo Guevara Arredondo (Santiago, 22 de junho de 1968) é um ex-futebolista chileno. 

## Carreira
Fabián Guevara representou a Seleção Chilena de Futebol nas Copa América de 1993 e 1995.